# Dichagyris pudica
Dichagyris pudica là một loài bướm đêm trong họ Noctuidae.